# Elizabeth Line
Elizabeth Line, Crossrail – linia kolejowa o długości 118 km (73 mile). Przebiega przez 41 stacji. Połączyła Shenfield i Abbey Wood leżące po wschodniej stronie brytyjskiej stolicy z jej centrum oraz z lotniskiem Heathrow i Reading, leżącymi po zachodniej stronie metropolii. Linia jest zarządzana przez Transport for London (TfL) i obsługiwana przez spółkę MTR Corporation Ltd. Swoim charakterem przypomina systemy RER w Paryżu czy S-Bahn w krajach niemieckojęzycznych. Jej głównym celem jest zwiększenie przepustowości londyńskiej sieci transportowej oraz skrócenie czasu podróży między głównymi dzielnicami miasta i regionu metropolitalnego.

## Budowa
Projekt został zatwierdzony w 2007 roku, a budowa rozpoczęła się w 2009 roku. Obejmowała ona centralną część nowej linii oraz połączenia z istniejącymi trasami kolejowymi, które włączono do nowej sieci. Linia otrzymała nazwę Elizabeth line na cześć królowej Elżbiety II, która oficjalnie otworzyła ją 17 maja 2022 roku, podczas obchodów Platynowego Jubileuszu. Centralny odcinek trasy, biegnący między stacjami Paddington a Abbey Wood, został udostępniony pasażerom 24 maja 2022 roku, z częstotliwością kursowania 12 pociągów na godzinę w każdą stronę przez ścisłe centrum Londynu.

Głównym elementem projektu była budowa nowej linii kolejowej biegnącej pod ziemią od stacji Paddington do rozjazdu w pobliżu Whitechapel. Tam trasa rozdziela się na dwie odnogi – jedna prowadzi do Stratford, gdzie łączy się z linią Great Eastern Main Line, druga natomiast biegnie do Abbey Wood w południowo-wschodnim Londynie.

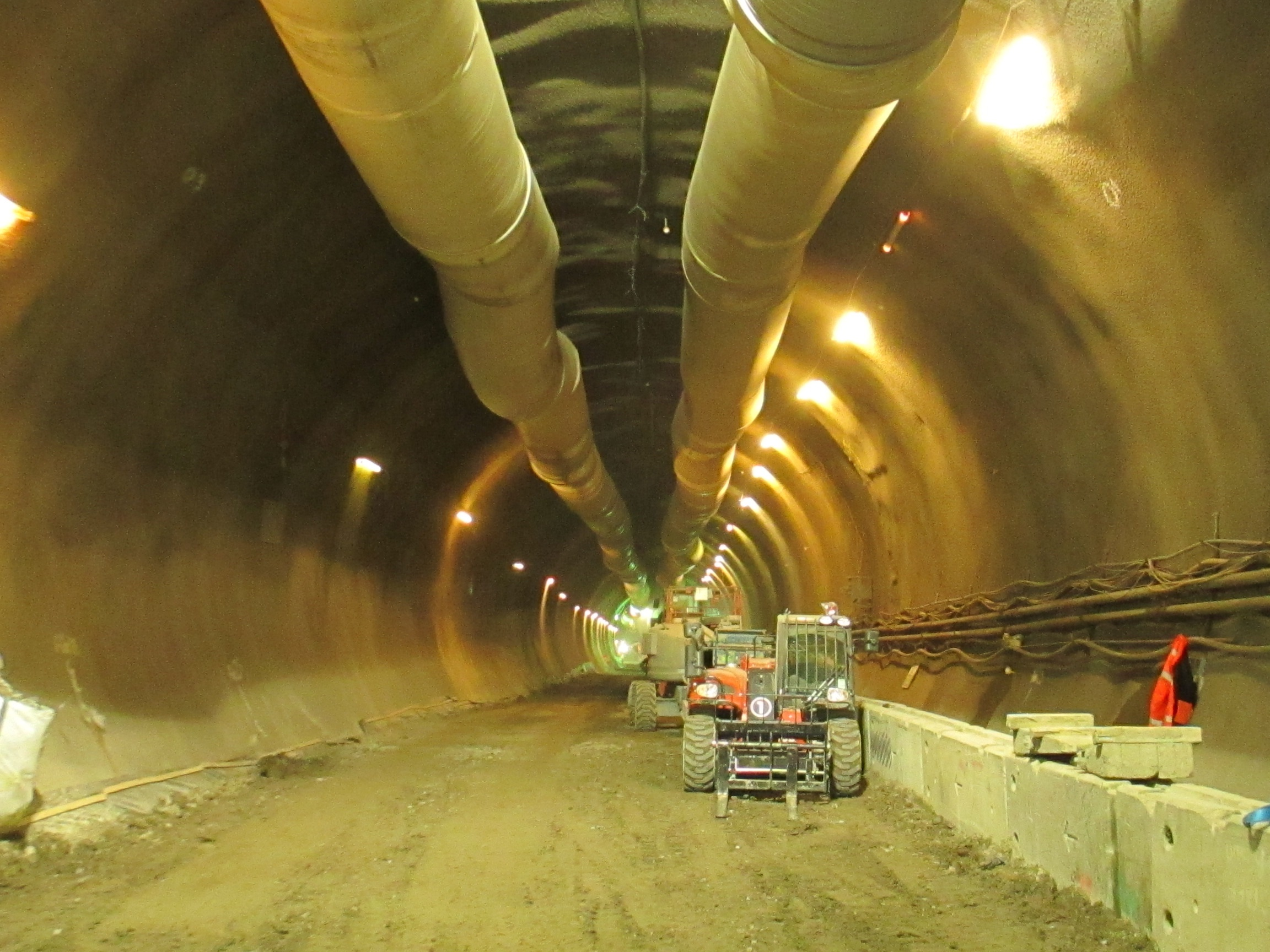
Budowa tunelu dla Elizabeth Line

Koszt realizacji projektu początkowo wyceniano na 15,9 miliarda funtów brytyjskich. Linia miała rozpocząć pełną działalność w 2019 roku, jednak odnotowano opóźnienie względem pierwotnych założeń wynoszące 3,5 roku. Ostatecznie szacowany koszt wzrósł do 19 miliardów funtów. Jednym z kluczowych wyzwań technicznych było zastosowanie trzech różnych systemów sygnalizacyjnych, co przyczyniło się do komplikacji technicznych i opóźnień w realizacji inwestycji, w tym m.in. do eksplozji, która miała miejsce podczas budowy w listopadzie 2017 roku. Pełna funkcjonalność linii Elizabeth została osiągnięta w maju 2023 roku.
Budowa linii uznawana jest za jedno z największych przedsięwzięć infrastrukturalnych w Europie. Inwestycja miała również znaczący wpływ na lokalną gospodarkę – szacuje się, że ceny nieruchomości w pobliżu stacji linii Elizabeth wzrosły średnio o około 30 procent.

## Przebieg i tabor
Linia Elizabeth ma 41 przystanków, z czego 10 zostało wybudowanych a 30 zmodernizowanych. Przebiega z zachodu na wschód przez centrum Londynu, łącząc przedmieścia po obu stronach miasta. Na zachodzie trasa rozpoczyna się w Reading i na lotnisku Heathrow (terminal 4 lub 5), skąd prowadzi przez Slough i stację Paddington do nowo wybudowanego tunelu centralnego.

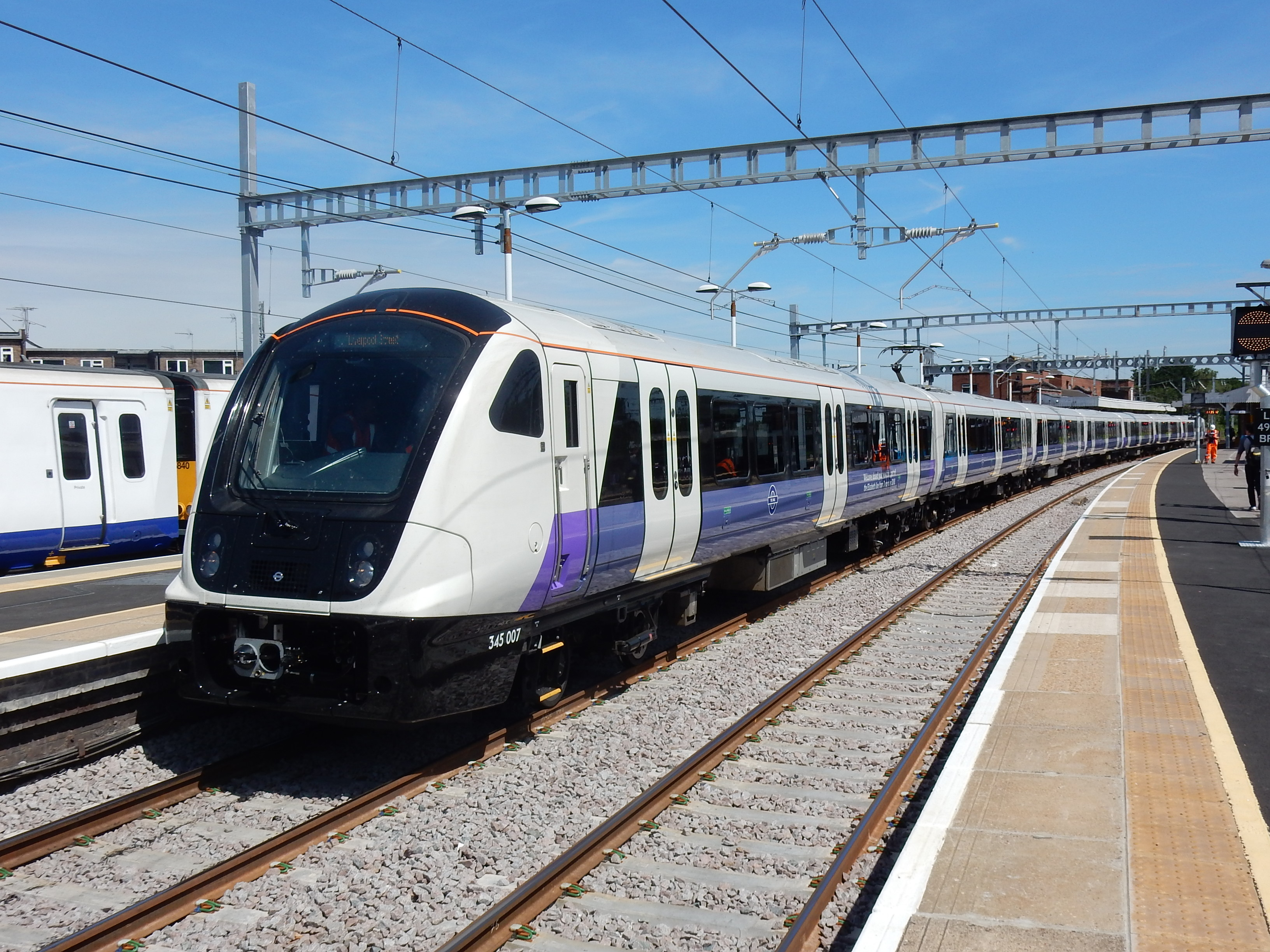
Zespół trakcyjny "Class 345" obsługujący Crossrail

Tunel ten stanowi najważniejszy element inwestycji – biegnie pod ziemią od stacji Paddington do rejonu Whitechapel. W centrum Londynu linia obsługuje główne węzły transportowe, m.in. stacje Tottenham Court Road, Farringdon oraz Liverpool Street. Na wysokości Whitechapel trasa rozdziela się na dwie odnogi:
- Północno-wschodnią, biegnącą przez Stratford do Shenfield – linia ta korzysta z infrastruktury Great Eastern Main Line.
- Południowo-wschodnią, prowadzącą do Abbey Wood przez Canary Wharf i Woolwich – ten odcinek został zbudowany w ramach projektu jako nowa infrastruktura.

Łączna długość trasy wynosi około 118 kilometrów, z czego 42 kilometry stanowią nowe tunele pod centralnym Londynem. Linia Elizabeth umożliwia bezpośrednie połączenia między zachodnimi i wschodnimi przedmieściami stolicy, znacznie skracając czas podróży i odciążając inne linie metra i kolei. Dzięki wysokiej częstotliwości kursów – do 24 pociągów na godzinę w każdą stronę w centralnym odcinku – linia pełni kluczową rolę w systemie transportu miejskiego Londynu.
Linia jest obsługiwana nowymi elektrycznymi zespołami trakcyjnymi Class 345, wybudowanymi przez brytyjski oddział Bombardier Transportation w Derby. Jednostki mają długość do 200 m, a każda jest zdolna przewieźć do 1500 pasażerów, dwukrotnie więcej niż jeden skład metra.